# Howard Deutch
Howard Deutch (ur. 14 września 1950 w Nowym Jorku) – amerykański reżyser filmowy. Jest mężem aktorki Lei Thompson.

## Filmografia
- Dziewczyna w różowej sukience (1986)
- Some Kind of Wonderful (1987)
- Na łonie natury (1988; znany także pod tytułem Wielka wyprawa)
- Artykuł 99 (1992)
- Potyczki z tatą (1994)
- Jeszcze bardziej zgryźliwi tetrycy (1995)
- Dziwna para II (1998)
- Sezon rezerwowych (2000)
- Gleason (2002)
- Jak ugryźć 10 milionów 2 (2004)
- Dziewczyna mojego kumpla (2008)

Reżyserował także seriale telewizyjne; m.in.: Karolina w mieście i Melrose Place.